# Португальское народное движение
Португальское народное движение (порт. Movimento Popular Português) — португальская правая политическая партия, действовавшая в июне — сентябре 1974 года. Объединяла католических антикоммунистов и националистов. Вела активную агитацию против Португальской компартии. Запрещена властями после сентябрьского кризиса.

## Создание
С первых недель Португальской революции 1974 года в революционной политике обозначился резкий леворадикальный крен с сильным влиянием Португальской компартии. В ответ началась консолидация правых и ультраправых сил. Одной из новых правых политических организаций стала партия Португальское народное движение ( Movimento Popular Português, MPP).
Относительно даты учреждения MPP существуют разночтения. Первое публичное заявление было опубликовано 3 июня 1974 года. Называются также даты 15 июня и 15 июля. Однако организационные собрания начались уже в начале мая.
Проводились они в лиссабонском частном доме и в сосновом лесу Конимбрига, между Лиссабоном и Порту. Организаторами MPP выступили члены социально-католического кружкового объединения Вектор (Círculo de Estudos Sociais Vector), группировавшиеся вокруг журнала Resistência (Сопротивление). Лидерами являлись экономист Антониу да Круш Родригеш, брат католического священника Анжелу Галамба ди Оливейра, католические активисты Аделину Баррету, Жозе Луиш Пеширра, Жозе Ребелу Пинту, Паулу Морейра, Мануэл Браанкамп Собрал. В первых собраниях участвовал Фернанду Пашеку ди Аморин, основатель Португальского федералистского движения (MFP/PP).

## Католическая идеология, антикоммунистическая политика
Идеологически MPP придерживалась позиций политического католицизма — от фундаментализма до правой христианской демократии. В практической политике главным установочным принципом MPP был антикоммунизм. Властные амбиции коммунистов рассматривались как главная угроза португальской нации и христианской религии. Важное место занимали также национализм, лузитанский интегрализм и лузотропикализм.

Первоначальная идея состояла в том, чтобы объединить все правые и правоцентристские силы в широком движении для постоянной и активной борьбы за два основополагающих принципа: антикоммунизм и защита Родины от Минью до Тимора.

Деятельность MPP сводилась в основном к активной антикоммунистической пропаганде. При этом критика коммунизма велась с общедемократических позиций. Португальская компартия обвинялась прежде всего в намерении установить диктатуру, подобную салазаровскому режиму. Активно применялась антифашистская риторика, сопоставление коммунизма с фашизмом.

Не обманывайся. Коммунизм хуже фашизма. Во всех коммунистических государствах есть полиция, равная ПИДЕ. Они запрещают свободу слова, право на забастовку, несогласные политические партии.

Листовка MPP

Листовки распространяли группы молодых активистов MPP (такие действия в политической ситуации лета 1974 года были довольно рискованными). Печатным рупором оставался журнал «Resistência», подвергавшийся административным преследованиям и штрафам. Жозе Луиш Пеширра опубликовал в Лиссабоне под псевдонимом брошюру PCP — um partido fascista — ПКП — фашистская партия. Активисты решительно шли на силовую конфронтацию, пытаясь проводить свои митинги в Алентежу — регионе, который считался «коммунистической цитаделью».
Португальское народное движение разрабатывало планы объединения всех радикально антикоммунистических сил — от правых социал-демократов до ультраправых салазаристов — под эгидой генерала Спинолы, который занимал тогда пост президента Португалии. В качестве ближайших союзников рассматривались MFP/PP, Либеральная партия (PL), Португальская рабочая демократическая партия (PTDP). Объединительный проект MPP назывался Национальный демократический фронт. Реально был создан более узкий Объединённый демократический фронт в составе MFP/PP, PL и PTDP (откровенно салазаристские Движение португальского действия и Португальская националистическая партия не присоединились к этой коалиции).

## Столкновение и запрещение
В начале июля 1974 года MPP поддерживала план премьера Палма Карлуша, направленный против компартии и левого крыла Движения вооружённых сил. 10 июля 1974 MPP, PL, MFP/PP и PTDP направили обращение к президенту Спиноле с призывом активно противодействовать политической экспансии коммунистов и леворадикалов — прежде всего прорвать информационную блокаду в СМИ. Премьер Палма Карлуш принял делегацию MPP.
В августе-сентябре 1974 года партия активно поддержала движение «молчаливого большинства» в поддержку Спинолы, против коммунистов и левых радикалов. Несколько активистов MPP были арестованы за расклейку плакатов с призывами к участию в антикоммунистической манифестации. Партия практически перешла на полностью нелегальное положение, активисты скрывались в Конимбриге. При этом произошёл раскол между представителями MPP и другими спинолистами — те и другие обвиняли друг друга в авантюризме. После подавления сентябрьский выступлений MPP было запрещено и прекратило свою деятельность.

## Политическое продолжение
Некоторые бывшие активисты MPP примкнули летом 1980 года к небольшой ультранационалистической группировке Intervenção Nacionalista.
Антониу да Круш Родригеш в 2000 году стал основателем и первым председателем правонационалистической Партии национального обновления.